# Joep Franssens
Joep Franssens  (Groninga, 13 de enero de 1955) es un compositor de música clásica neerlandés.

## Biografía
Franssens estudió piano en Groninga y luego composición con Louis Andriessen en el Conservatorio Real de La Haya. Luego, en 1982, con Klaas de Vries  en el Conservatorio de Róterdam, donde concluyó su período de estudio con el Premio de Composición en 1988.
Franssens es un representante de la generación postserial de compositores neerlandeses que usan medios tonales y un lenguaje accesible sin rasgos neorrománticos, incluso aunque la naturaleza de su música, altamente cargada de emoción, parece contradecir este esfuerzo. En sus obras, que consisten en música de cámara, obras de coro y orquesta, Franssens apunta a una síntesis de monumentalidad y eufonía y es guiado inicialmente por J.S. Bach y obras de György Ligeti como Lontano y Atmosphères. 
Posteriormente, se hace evidente una tendencia hacia la austeridad radical, bajo la influencia de la música minimalista estadounidense, del misticismo de Europa Oriental (por ejemplo  Pärt) y de la música pop sinfónica de los años setenta, como los grupos Yes y Genesis, culminando en el diatonicismo estático de la obra de conjunto  ‘'Dwaallicht'’ (1989) y el sereno contrapunto de Sanctus para orquesta (1996, rev., 1999). La instrumentación muestra cada vez más preferencia por los colores cálidos y exuberantes.
Aunque el estilo musical multifacético de Franssens no facilita su clasificación, a menudo es considerado como un representante de la llamada «Nueva Espiritualidad» en los Países Bajos. El canal  NTR (Televisión Pública Neerlandesa) hizo el documental "The Third Ear" sobre este movimiento internacional, con compositores como el estonio  Arvo Pärt y el georgiano Giya Kancheli. En su música Franssens pretende expresar lo Universal; entre sus fuentes de inspiración se encuentran  escritores y filósofos como Fernando Pessoa o Baruch Spinoza.  En un rico lenguaje tonal su música evoca fuertes emociones en el público, tanto en el desconocedor de la música clásica contemporánea como en oyentes experimentados.
Su Magnificat abrió el festival de músicas espirituales en el Concertgebouw en 1999.
El primer movimiento de la Armonía de las esferas fue seleccionado para las jornadas SIMC de Maribor,  Eslovenia, en septiembre de 2003, con los BBC Singers dirigidos por Stephen Betteridge. Esa misma obra coral completa, Harmony of the Spheres se ha interpretado muchas veces a nivel mundial,  con coros como el Coro de la Radio Sueca, los BBC Singers, el Coro Nacional Estatal Letón, el Coro de Cámara de la Radio Finlandesa y el Coro de Cámara de los Países Bajos. En el otoño de 2012, el 100.º concierto de este trabajo fue presentado por la Orquesta Sinfónica de Róterdam con Conrad van Alphen. El ciclo completo se puso en escena nuevamente en el otoño de 2014 por el coro de la Radio-Televisión croata bajo la dirección de Tonči Bilić.
El Coro de Cámara de los Países Bajos llevó la música de Franssens en gira por Europa y los EE. UU. en 2000 y 2001, dirigido por el director estonio Tõnu Kaljuste. El pianista multi-laureado Ralph van Raat tiene su música en su repertorio desde el año 2000. Su música orquestal es interpretada por muchas orquestas neerlandesas.
En 2004, Franssens  fue invitado por el Festival Internacional Sajarov para asistir al estreno en Rusia de su Sanctus para orquesta e Insinuaciones de la primavera para piano solo.
Conocidos directores como Yakov Kreizberg, Tõnu Kaljuste, Lucas Foss, Gerd Albrecht, Vasily Petrenko y Daniel Raiskin interpretaron sus obras con la Orquesta Filarmónica de Holanda, la Orquesta Filarmónica de Róterdam, la Orquesta Filarmónica de La Haya, la Orquesta Filarmónica de Lodz, la Orquesta Estatal Letona,  Netherlands Radio Philharmonic Orchestra y Tallinn Chamber Orchestra.·
Franssens ha recibido encargos, entre otros, de la Rotterdam Art Foundation, Fundación Eduard van Beinum, De Doelen, NTR ZaterdagMatinee, Fondo para la Creación de las Artes, SNS Reaal Fund y de la Netherlands Symphony Orchestra. Esta última protagonizó el estreno mundial de Bridge of Dawn (Segundo Movimiento) en la primavera de 2013.
Con motivo del 80.º aniversario de Arvo Pärt en noviembre de 2015, tuvo lugar la primera interpretación de su Concierto para piano, con el solista Ralph Van Raat  acompañado por la Noord Nederlands Orkest dirigida por Tõnu Kaljuste. Justo antes del estreno, Franssens fue galardonado con 'Het Gouden Viooltje' [El violín de oro], un premio destinado a destacar un talento musical excepcional, nacido en las provincias del norte de Holanda, con una carrera internacional.

## Composiciones
- Between the Beats (1979) para dos pianos
- August Moon (1979) para piano
- Turn (1980) para 2 oboes y violonchelo
- Solo para flûte (1980)
- Ellipsis (1983) para clavecín
- Echo (1983) para 4 flûtes, 3 oboes, 3 trompetas, vibráfono, marimba y cuerdas (7.7.7.4.2)
- Consort Music (1984) para 2 flautas, oboes (corno inglés), clarinete bajo, corno francés, basson, violín, viola, violonchelo, contrabajo y piano
- Phasing (1985) para coro y orchestre des femmes: texto (portugués) de Fernando Pessoa
- Low Budget Musique (1986) para flauta, oboe (corno inglés), clarinete (clarinete bajo), corno francés, basson, piano, violín, viola, violonchelo y contrabajo
- Old Songs, New Songs (1988) para 2 pianos
- Dwaallicht (1989) para 2 sopranos y ensemble: texto (latín) de Spinoza
- Floating (1989) para 2 vibráfonos y 3 marimbas
- Taking the Waters (1990) para soprano solo y orquesta
- The straight Line (1991) para cuarteto de saxofonos
- Primary Colours (1992) para saxofón y orquesta
- The Gift of Song (1994) para 2 pianos
- New Departure' (1995) para violonchelo y piano
- After the Queen's Speech (1995) para conjunto de metales
- Sanctus - (1996) para orquesta
- Winter Child (1996) para piano
- Chant Sarum (1997) para cuarteto vocal y gamelán
- Roaring Rotterdam -  (1997) para orquesta
- Entrata (1997) para violoncelle y 2 pianos
- Magnificat -  (1999) para soprano, coro y  orquesta: texto (portugués) de Fernando Pessoa
- Harmony of the Spheres - (1994-2001); cycle en cinq mouvements para chœur mixte y  orquesta de cuerdas[12]·[13]
- Intimation of Spring -  (2001-2004) para piano
- Tales of Wonder (2003); siete piezas para piano (2-4 manos)
- Pont de l'aube, mouvement 1 (2004-2006) para orquesta
- Harmonie des Sphères - , movimiento 5 (2005); versión para flauta y orquesta
- Song of Release (2005) para piano
- Blue Encounter (2006) para alto
- Grace -  (2008) para orquesta
- Pont de l'Aube, movimiento 2 (2005-2011) para soprano, coro mixto y  orquesta
- Harmony of the Spheres, first movement (2012) versión para orquesta de cuerdas
- Harmony of the Spheres, fifth movement (2013) versión para orquesta de cuerdas
- Symmetry  (2014), una película  dance-opera
- Piano Concerto (2015)
- Piano Concerto (2016) versión para  orquesta de cámara
- Taking the Waters (2016) versión para 4 pianos
- Entrata (2016) versión para 4 pianos

## Compact Discs
- Echo's, Phasing, Sanctus. Interpretado por el Netherlands Ballet Orchestra, dirigido por Thierry Fischer. Label: Composers’ Voice (CV 65)
- Dwaallicht, Taking the Waters and Winter Child. Interpretado por Gerrie de Vries, Reina Boelens, Delta Ensemble, Netherlands Radio Philhar- monic Orch. Lukas Foss, Ivo Janssen. Label: Composers’ Voice (CV 84)
- Harmony of the Spheres, ciclo completo interpretado por The Chamber Choir of the Netherlands con la Tallinn Chamber Orchestra dirigidos por Tõnu Kaljuste. Label: Composers Voice (CV 133)
- Harmony of the Spheres, ciclo completo versión de 2010. Interpretado por VU Chamber Choir y el Ensemble Waterloo, dirigidos por Boudewijn Jansen, publicado por Franssens 2011
- The Straight Line. Interpretado por el Amstel Saxophone Quartet. Label: Erasmus Music & Media WVH 269
- Roaring Rotterdam, Harmony of the Spheres (first movement) and Magnificat. Interpretado por la   Netherlands Radio Philharmonic Orchestra, Netherlands Radio Choir y el Netherlands Chamber Choir. Label: Etcetera (ktc 1321)
- Entrata, Old Songs New Songs, Between The Beats. Minimal Piano Collection, Vol. XI-XX Interpretado por el pianista Jeroen van Veen y otros.Label: Brilliant Classics (9171)
- Piano Works: The Gift of Song, Winter Child. Ralph van Raat (piano) Label: Etcetera KTC 1533